# Claudio Scajola
Antonio Claudio Scajola, né le 15 janvier 1948 à Imperia, est un homme politique italien, membre du parti Polis.
Il est ministre de l'Intérieur d'Italie de 2001 à 2002, et à ce titre responsable de la sécurité du sommet du G8 de Gênes, qui s'est soldé par la mort d'un manifestant. Peu après, à la suite de propos controversés concernant l'assassinat d'un universitaire travaillant pour le gouvernement, il remet sa démission.
Il revient au gouvernement en 2003, comme ministre sans portefeuille chargé de la Réalisation du programme gouvernemental, mais change de portefeuille deux ans plus tard pour devenir ministre des Activités productives. Contraint à renoncer en 2006, à la suite de la défaite de Silvio Berlusconi aux élections législatives, il est choisi comme ministre du Développement économique en 2008 dans le gouvernement Silvio Berlusconi IV, formé après la victoire de la droite aux élections anticipées.
En 2010, il démissionne afin de mieux se défendre contre des accusations de corruption. Pour les élections générales italiennes de 2013, il est écarté des listes du Peuple de la liberté en raison des procédures à son encontre.

## Biographie
En 1972, il obtient un baccalauréat en lettres classiques, puis devient administrateur de l'Institut national d'assistance aux dépendants dans les Entités locales (INADEL) d'Imperia. Trois ans plus tard, en 1975, il prend la présidence de l'Hôpital régional de Costarainera, puis celle de l'Unité sanitaire locale (USL) d'Imperia en 1980.

## Vie  politique

### Débuts en politique
Membre de la Démocratie chrétienne (DC), il a fait partie de la direction nationale de son mouvement de jeunesse. En 1980, il est élu membre du conseil communal (it) d'Imperia, et maire de la ville en 1982. Il doit cependant démissionner dès 1984, touché par un scandale de pots-de-vin pour le marché du casino de Sanremo. Il sera même incarcéré durant deux mois à partir du 12 décembre 1983.
Il est blanchi en 1988, et redevient maire d'Imperia entre 1990 et 1995.

### L'ascension d'un proche de Berlusconi
Claudio Scajola adhère à Forza Italia, le parti de Silvio Berlusconi, en 1995, et en devient aussitôt coordinateur pour la province d'Imperia. L'année suivante, il est élu à la Chambre des députés sous l'étiquette du Pôle pour les libertés, une coalition de centre droit dirigée par Berlusconi.
Il est désigné responsable national à l'Organisation de Forza Italia et se voit chargé de rédiger des statuts afin d'en faire un vrai parti politique, avec une structure bien définie et bien implanté sur le territoire italien. Deux ans plus tard, en 1998, se tient le Ier congrès du parti, au cours duquel sont approuvés les statuts et Scajola est nommé coordinateur national.

### Ministre de l'Intérieur
Le 13 mai 2001, il est réélu à la Chambre des députés, sous les couleurs de la Maison des libertés, puis est nommé ministre de l'Intérieur dans le deuxième gouvernement Berlusconi.
À ce poste, il est notamment chargé d'assurer la sécurité du 27e sommet du G8, qui se tient à Gênes du 20 au 22 juillet 2001. Les mesures de sécurité prises permettent d'isoler la zone de réunion, mais le reste de la ville est le théâtre de véritables émeutes qui se solderont par la mort d'une personne. En février 2002, Scajola affirme avoir « été obligé de donner l'ordre de tirer » à la police mais se rétracte peu après, à la suite de la polémique déclenchée par ses propos.
Peu après, le 19 mars 2002, le professeur Marco Biagi, consultant pour le gouvernement, est assassiné, et Scajola se retrouve au centre d'une nouvelle polémique pour avoir enlevé à ce dernier la protection dont il bénéficiait, alors même qu'il craignait pour sa vie. Le 30 juin suivant, il déclare que s'il avait laissé cette protection, il y aurait eu « trois morts » et non un seul. Alors que les journalistes lui rappellent que Biagi était une figure centrale dans la négociation sur la réforme du travail, le ministre répond que « Roberto Maroni [ministre du Travail] est la figure centrale », et que ça lui ferait « mal au cul » si Maroni avait voulu renouveler le contrat de consultant de l'universitaire.

### Démission, puis retour au gouvernement
À la suite de ces affirmations, le ministre de l'Intérieur démissionne le 4 juillet 2002 et se voit remplacé par Giuseppe Pisanu.
En 2002, il est nommé coordinateur de la campagne électorale de Forza Italia pour les élections locales.
Il revient au gouvernement le 1er août 2003, en tant que ministre sans portefeuille chargé de la Réalisation du programme gouvernemental. Le 23 avril 2005, Silvio Berlusconi forme un nouveau cabinet et Scajola devient ministre des Activités productives.
Réélu à la Chambre des députés lors des élections parlementaires d'avril 2006, il est élu président du comité parlementaire de Contrôle des services de sécurité.

### À nouveau ministre
Il se présente de nouveau aux élections anticipées d'avril 2008 et se voit reconduit pour un nouveau mandat à la chambre basse du Parlement pour la Ligurie. Le 8 mai suivant, Claudio Scajola est nommé ministre du Développement économique dans le quatrième gouvernement de Silvio Berlusconi.

### Retrait de la vie politique
Le 4 mai 2010, il démissionne de son poste de ministre, car il est soupçonné d'avoir bénéficié de pots-de-vin lors de l'acquisition en juillet 2004 d'un appartement en plein cœur de Rome, avec vue sur le Colisée, pour un prix officiel notablement en dessous du marché de 600 000 euros.

### Arrestation
Le 8 mai 2014, il est arrêté par la direction anti-mafia de Reggio de Calabre pour avoir favorisé la fuite de l'ancien député du Peuple de la liberté, Amedeo Matacena.